# Hockey League 2015-2016 (dames)
Aan het einde van het seizoen 2015/16 - voor de play-offs - stond de vrouwenploeg Waterloo Ducks aan de leiding in de Athlon Car Lease Hockey League.
| Positie | Hockeyclub           | Gespeeld | Gewonnen | Verloren | Gelijkspel | Doelpunten | Tegendoelpunten | Verschil | Punten |
| ------- | -------------------- | -------- | -------- | -------- | ---------- | ---------- | --------------- | -------- | ------ |
| 1       | Waterloo Ducks       | 22       | 17       | 2        | 3          | 62         | 27              | +35      | 54     |
| 2       | Braxgata             | 22       | 14       | 3        | 5          | 66         | 32              | +34      | 47     |
| 3       | Royal Antwerp HC     | 22       | 14       | 4        | 4          | 66         | 37              | +29      | 46     |
| 4       | KHC Dragons          | 22       | 11       | 5        | 6          | 54         | 39              | +15      | 39     |
| 5       | La Gantoise HC       | 22       | 11       | 7        | 4          | 55         | 35              | +20      | 37     |
| 6       | Royal Wellington THC | 22       | 8        | 7        | 7          | 39         | 40              | -1       | 31     |
| 7       | Royal Victory HC     | 22       | 8        | 10       | 4          | 41         | 56              | -15      | 28     |
| 8       | Pingouin HC Nivelles | 22       | 8        | 12       | 2          | 32         | 48              | -16      | 26     |
| 9       | Royal Herakles HC    | 22       | 5        | 14       | 3          | 29         | 51              | -22      | 18     |
| 10      | KHC Leuven           | 22       | 3        | 13       | 6          | 31         | 58              | -27      | 15     |
| 11      | Royal Léopold Club   | 22       | 3        | 13       | 6          | 29         | 56              | -27      | 15     |
| 12      | Royal White Star HC  | 22       | 3        | 15       | 4          | 26         | 51              | -25      | 13     |

De eindronde verliep als volgt
De vier eerst geklasseerde ploegen speelden halve finales in heen- en terugwedstrijd, waarna de finale in heen- en terugwedstrijden de Belgische Kampioen aanduidt.
| Datum         | Wedstrijd                             | Resultaat |
| ------------- | ------------------------------------- | --------- |
| 8 mei 2016    | Waterloo Ducks - Braxgata (Finale)    | 2 - 7     |
| 5 mei 2016    | Braxgata - Waterloo Ducks (Finale)    | 2 - 0     |
| 1 mei 2016    | Braxgata - Antwerp (1/2 Finale)       | 2 - 2     |
| 1 mei 2016    | Waterloo Ducks - Dragons (1/2 Finale) | 2 - 0     |
| 30 april 2016 | Antwerp - Braxgata (1/2 Finale)       | 3 - 4     |
| 30 april 2016 | Dragons - Waterloo Ducks (1/2 Finale) | 1 - 0     |